# Battaglia della Fortezza di Tumu
La battaglia della Fortezza di Tumu (土木之變T, 土木之变S, Tǔmù zhībiànP), detta anche la Crisi di Tumu (土木堡之變T, 土木堡之变S, Tǔmùbǎo zhībìanP), è stato un conflitto di frontiera tra i Mongoli Oirati e la dinastia cinese Ming che ha portato alla cattura dell'imperatore Zhengtong il 1º settembre 1449 e la perdita di un esercito di 500 000 uomini con un esercito di appena 30 000 uomini. Questo risultato è stato in gran parte dovuto all'incompetenza militare di Wang Zhen e alla conseguente disorganizzazione militare dell'esercito cinese. La spedizione Ming è considerato la più grande sconfitta militare della dinastia.